# 145534 Jhongda
145534 Jhongda è un asteroide della fascia principale. Scoperto nel 2006, presenta un'orbita caratterizzata da un semiasse maggiore pari a 2,7086307 UA e da un'eccentricità di 0,1390417, inclinata di 6,19424° rispetto all'eclittica.